# Комісарівська волость
Коміса́рівська во́лость — історична адміністративно-територіальна одиниця Верхньодніпровського повіту Катеринославської губернії.
Станом на 1886 рік складалася з єдиного поселення, єдиної сільської громади. Населення — 3899 осіб (1945 чоловічої статі та 1954 — жіночої), 893 дворових господарства.
|                    | Площа, десятин | У тому числі орної, дес. |
| ------------------ | -------------- | ------------------------ |
| Сільських громад   | 11292          | 6254                     |
| Казенної власності | 5686           | 1970                     |
| Іншої власності    | 100            | 21                       |
| Загалом            | 17078          | 8245                     |

Поселення волості:
- Комісарівка — село при річці Комісарівка за 45 верст від повітового міста, 3899 осіб, 893 двори, православна церква, єврейський молитовний будинок, 3 лавки, 3 ярмарки на рік, базари по неділях.